# Richard Ringer
Richard Ringer (né le 27 février 1989 à Überlingen) est un athlète allemand, spécialiste des courses de fond, champion d'Europe du marathon en 2022 à Munich.

## Biographie
En 2013, Richard Ringer obtient la médaille de bronze du 5 000 mètres lors des Universiades d'été de Kazan, en Russie. En fin d'année, il se classe septième des championnats d'Europe de cross-country, à Belgrade.
Lors des championnats d'Europe par équipes 2014 se déroulant à Brunswick en Allemagne, il remporte l'épreuve du 3 000 mètres en 7 min 50 s 99, devant le Tchèque Jakub Holuša et l'Espagnol Antonio Abadía. Il récidive l'année suivante à Tcheboksary.
En 2016, il termine troisième du 5 000 mètres des Championnats d'Europe d'Amsterdam, dans le même que les deux premiers.
Le 15 août 2022, il remporte le marathon des championnats d'Europe à Munich, en 2 h 10 min 21 s.

## Palmarès

### International
| Date | Compétition                       | Lieu        | Résultat | Épreuve  | Performance     |
| ---- | --------------------------------- | ----------- | -------- | -------- | --------------- |
| 2013 | Universiades                      | Kazan       | 3e       | 5 000 m  | 13 min 37 s 18  |
| 2014 | Championnats d'Europe par équipes | Brunswick   | 1er      | 3 000 m  | 7 min 50 s 99   |
| 2014 | Championnats d'Europe             | Zurich      | 4e       | 5 000 m  | 14 min 10 s 92  |
| 2015 | Championnats d'Europe par équipes | Tcheboksary | 1er      | 3 000 m  | 8 min 34 s 35   |
| 2016 | Championnats d'Europe             | Amsterdam   | 3e       | 5 000 m  | 13 min 40 s 85  |
| 2017 | Championnats d'Europe en salle    | Belgrade    | 3e       | 3 000 m  | 8 min 1 s 01    |
| 2022 | Championnats d'Europe             | Munich      | 1er      | Marathon | 2 h 10 min 21 s |

### National
- 5 000 m : vainqueur en 2014, 2015, 2016, 2017
- 10 000 m : vainqueur en 2014, 2019
- Semi-marathon : vainqueur en 2023
- Cross-country : vainqueur en 2013, 2014, 2016, 2019[3]

## Records
| Épreuve       | Épreuve       | Performance    | Lieu           | Date             |
| ------------- | ------------- | -------------- | -------------- | ---------------- |
| 800 m         | Plein air     | 1 min 50 s 11  | Fischbach      | 2 août 2013      |
| 800 m         | En salle      | 1 min 52 s 21  | Sindelfingen   | 15 janvier 2011  |
| 1 000 m       | Plein air     | 2 min 25 s 55  | Pliezhausen    | 17 mai 2009      |
| 1 500 m       | Plein air     | 3 min 38 s 83  | Montbéliard    | 1er juin 2016    |
| 1 500 m       | En salle      | 3 min 43 s 84  | Val-de-Reuil   | 27 janvier 2018  |
| 3 000 m       | Plein air     | 7 min 46 s 59  | Dessau-Roßlau  | 27 mai 2016      |
| 3 000 m       | En salle      | 7 min 46 s 18  | Karlsruhe      | 31 janvier 2015  |
| 5 000 m       | 5 000 m       | 13 min 10 s 94 | Heusden-Zolder | 18 juillet 2015  |
| 10 000 m      | 10 000 m      | 27 min 36 s 52 | Londres        | 19 mai 2018      |
| 10 kilomètres | 10 kilomètres | 29 min 11 s    | Korschenbroich | 15 avril 2018    |
| 15 kilomètres | 15 kilomètres | 43 min 40 s    | Nimègue        | 18 novembre 2018 |
| Semi-marathon | Semi-marathon | 1 h 1 min 9 s  | Barcelone      | 19 février 2023  |
| Marathon      | Marathon      | 2 h 7 min 5 s  | Valence        | 3 décembre 2023  |